# 苦楽 (人間椅子のアルバム)
『苦楽』（くらく）は、人間椅子が2021年に発表した22枚目のスタジオ・アルバム。

## 概要
前作から約2年振りに発表された作品であり、今作のコンセプトについてメンバーの和嶋は「苦と楽は表裏一体です。苦しみがあってこそ楽が輝き、幸せを感じるのです。今回のアルバムでは、人生における悲しみと苦しみ、最悪の未来図、人間らしくという意味では間違った選択、などをハードなサウンドで描きたく思っています。もちろん、いたずらに批判的にならぬよう、特定の事象をあげつらわないよう、細心の注意を払うつもりです。現代の視点から、普遍的な事柄を歌うことが出来たなら、大いに成功といえるでしょう」と語っている。

## 収録曲
| 全編曲: 人間椅子。 |                                |           |           |       |
| #                  | タイトル                       | 作詞      | 作曲      | 時間  |
| 1.                 | 「杜子春」                     | 和嶋慎治  | 和嶋慎治  | 7:48  |
| 2.                 | 「神々の行進」                 | 和嶋慎治  | 鈴木研一  | 5:00  |
| 3.                 | 「悪魔の処方箋」               | 和嶋慎治  | 和嶋慎治  | 5:29  |
| 4.                 | 「暗黒王」                     | 和嶋慎治  | 鈴木研一  | 4:37  |
| 5.                 | 「人間ロボット」               | 和嶋慎治  | 和嶋慎治  | 6:10  |
| 6.                 | 「宇宙海賊」                   | 和嶋慎治  | 鈴木研一  | 5:54  |
| 7.                 | 「疾れGT」                     | 和嶋慎治  | 和嶋慎治  | 5:55  |
| 8.                 | 「世紀末ジンタ」               | 和嶋慎治  | 鈴木研一  | 4:05  |
| 9.                 | 「悩みをつき抜けて歓喜に到れ」 | 和嶋慎治  | 和嶋慎治  | 6:48  |
| 10.                | 「恍惚の蟷螂」                 | 鈴木研一  | 鈴木研一  | 2:24  |
| 11.                | 「至上の唇」                   | 和嶋慎治  | 鈴木研一  | 3:55  |
| 12.                | 「肉体の亡霊」                 | 和嶋慎治  | 鈴木研一  | 5:39  |
| 13.                | 「夜明け前」                   | 和嶋慎治  | 和嶋慎治  | 7:27  |
| 合計時間:          | 合計時間:                      | 合計時間: | 合計時間: | 71:11 |

## 演奏者
- 和嶋慎治 - ギター、ボーカル
- 鈴木研一 - ベース、ボーカル
- ナカジマノブ - ドラムス、ボーカル